# HD 147513
HD 147513 ist ein 42 Lichtjahre von der Erde entfernter Gelber Zwerg.
Seine Rektaszension beträgt 16h 24m 01s, seine Deklination −39° 11' 34". Er besitzt eine scheinbare Helligkeit von 5,37 mag.
Im Jahre 2002 entdeckte Michel Mayor einen extrasolaren Planeten, der diesen Stern umkreist. Dieser trägt den Namen HD 147513 b.